# Geoffrey Taylor (remer)
Geoffrey Barron Taylor (Toronto, 4 de febrer de 1890 – Ieper, Flandes Occidental, 25 d'abril de 1915) va ser un remer canadenc que va competir a començaments del segle xx.
El 1908 va prendre part en els Jocs Olímpics de Londres, on guanyà dues medalles de bronze del programa de rem: el quatre sense timoner i el vuit amb timoner. Quatre anys més tard disputà la prova de vuit amb timoner als Jocs d'Estocolm, però no aconseguí medalla.
Taylor estudiava al Trinity College de la Universitat d'Oxford quan començà la Primera Guerra Mundial. Immediatament deixà els estudis i s'incorporà al 15è Batalló de la Canadian Expeditionary Force. Morí en acció el 24 d'abril 1915 en la Segona Batalla d'Ieper.